# Gelson Saiotti
Gelson Saiotti Júnior, detto Simi (Mairinque, 15 febbraio 1987), è un giocatore di calcio a 5 brasiliano naturalizzato georgiano.

## Carriera
Arrivato in Italia nel 2005, è solitamente utilizzato nel ruolo di pivot. Dopo aver disputato quattro campionati di Serie A con l'Augusta, realizzando oltre 60 reti, nel settembre del 2012 è passato alla Luparense. Desideroso di disputare un mondiale, nel 2019 acquisisce la cittadinanza georgiana, debuttando con la selezione caucasica già nella prima fase delle qualificazioni.

## Palmarès
- Coppa Italia: 1

Luparense: 2012-13
- Campionato russo: 1

KPRF Mosca: 2019-20